# Alexander Prentzel
Alexander Prentzel (* 1. Dezember 1875 in Goslar; † 1955) war ein deutscher Verwaltungsbeamter im preußischen Staatsdienst, ab 1919 arbeitete er im Deutschen Kalisyndikat und im Reichskalirat.

## Leben
Nach dem Besuch des Gymnasiums studierte Prentzel Rechtswissenschaften und Volkswirtschaft in Berlin, München, Marburg und Göttingen. Danach arbeitete er mehrere Jahre lang als Assessor in verschiedenen Kommunalverwaltungen im Ruhrgebiet. Anschließend wirkte er als Vortragender Rat im preußischen Staatsministerium und danach beim preußischen Ministerium für Wohlfahrt, wobei er zum Geheimen Regierungsrat ernannt wurde. 
Aus dem Staatsdienst schied er Ende 1919 aus und trat eine Stellung in der Leitung des Deutschen Kalisyndikats in Berlin – mit Sitz in der Dessauer Straße 28/29 – an. Dort übernahm er Aufgaben als Beirat des Aufsichtsratsvorsitzenden. In den Vorstand des Syndikats wurde er im Jahre 1926 berufen. Politisch engagierte er sich in der Deutschen Demokratischen Partei (DDP). Im Oktober 1924 unterzeichnete er den Gründungsaufruf für die Liberale Vereinigung (1924–1929) (LVg), die sich aus dem rechten Spektrum der DDP zusammensetze. 
Nachdem er im Kalisyndikat die Abteilung Inland geleitet hatte, wurde er auch zum geschäftsführenden Mitglied des Reichskalirats berufen. Weiterhin wurde er Mitglied im Vorstand des Arbeitgeberverbandes der Kalkindustrie. 
Der Reichsminister für Volksaufklärung und Propaganda Joseph Goebbels berief Prentzel im Oktober 1933 in den Verwaltungsrat des Werberats der deutschen Wirtschaft. 
Verheiratet war er mit Maria Dürr (1882–1974), Tochter von Gustav Dürr (1853–1908), – dem Erfinder des Röhrenkessels und mit seinem Bruder Walther Dürr Gründer der Dürr-Werke GmbH in Ratingen – und dessen Ehefrau Sophia Maria Kunz (1863–1920). Am 9. März 1905 wurde in Koblenz sein Sohn Felix Prentzel geboren. 
Da er sich sehr der Kunst verbunden fühlte, legte er auch eine bedeutende Sammlung an. In Berlin hatte er seinen Wohnsitz in Berlin-Grunewald in der Hubertusallee 34. Der Architekt Ernst Haiger hatte im Jahre 1911 in Koblenz-Oberwerth in der Lortzingstraße ein Wohnhaus für ihn errichtet.

## Funktionen und Mitgliedschaft
- Mitglied des Aufsichtsrats der Deutschen Aktiengesellschaft für Landeskultur, Berlin
- Vorstandsmitglied des Vereins Berliner Kaufleute und Industrieller
- Mitglied im Präsidium des Hansabundes für Gewerbe, Handel und Industrie
- Vorstandsmitglied der Gesellschaft von 1914
- Mitglied im Reichskohlenrat